# NN-285
La NN-285 es una carretera departamental catalogada como troncal secundaria ubicada en Nicaragua. La carretera inicia en el Oeste en La Boquita, Carazo hasta finalizar en Casares, departamento de Carazo. La carretera tiene una longitud de 1,99 km.